# Europese kampioenschappen zwemmen 2016
De Europese kampioenschappen zwemmen 2016 werden gehouden van 16 tot en met 22 mei 2016 in het London Aquatics Centre in de Britse hoofdstad Londen. Het toernooi was onderdeel van de Europese kampioenschappen zwemsporten 2016.

## Programma
|  | Series en finale |  | Series en halve finales |  | Finale |

Mannen
| Mei               | 16 | 17 | 18 | 19 | 20 | 21 | 22 |
| ----------------- | -- | -- | -- | -- | -- | -- | -- |
| 50m vrije slag    |    |    |    |    |    |    | ●  |
| 100m vrije slag   |    |    |    |    | ●  |    |    |
| 200m vrije slag   |    |    | ●  |    |    |    |    |
| 400m vrije slag   | ●  |    |    |    |    |    |    |
| 800m vrije slag   |    |    |    |    | ●  |    |    |
| 1500m vrije slag  |    |    | ●  |    |    |    |    |
| 50m schoolslag    |    |    |    |    |    | ●  |    |
| 100m schoolslag   |    | ●  |    |    |    |    |    |
| 200m schoolslag   |    |    |    | ●  |    |    |    |
| 50m vlinderslag   |    | ●  |    |    |    |    |    |
| 100m vlinderslag  |    |    |    |    |    | ●  |    |
| 200m vlinderslag  |    |    |    | ●  |    |    |    |
| 50m rugslag       |    |    |    | ●  |    |    |    |
| 100m rugslag      |    | ●  |    |    |    |    |    |
| 200m rugslag      |    |    |    |    |    | ●  |    |
| 200m wisselslag   |    |    | ●  |    |    |    |    |
| 400m wisselslag   |    |    |    |    |    |    | ●  |
| 4×100m vrije slag | ●  |    |    |    |    |    |    |
| 4×200m vrije slag |    |    |    |    |    |    | ●  |
| 4×100m wisselslag |    |    |    |    |    | ●  |    |
| Finales           | 2  | 3  | 3  | 3  | 2  | 4  | 3  |

Vrouwen
| Mei               | 16 | 17 | 18 | 19 | 20 | 21 | 22 |
| ----------------- | -- | -- | -- | -- | -- | -- | -- |
| 50m vrije slag    |    |    |    |    |    |    | ●  |
| 100m vrije slag   |    |    | ●  |    |    |    |    |
| 200m vrije slag   |    |    |    |    |    | ●  |    |
| 400m vrije slag   |    |    |    |    |    |    | ●  |
| 800m vrije slag   |    |    |    | ●  |    |    |    |
| 1500m vrije slag  |    |    |    |    |    | ●  |    |
| 50m schoolslag    |    |    |    |    |    |    | ●  |
| 100m schoolslag   |    |    | ●  |    |    |    |    |
| 200m schoolslag   |    |    |    |    | ●  |    |    |
| 50m vlinderslag   |    | ●  |    |    |    |    |    |
| 100m vlinderslag  |    |    |    |    | ●  |    |    |
| 200m vlinderslag  |    |    |    |    |    |    | ●  |
| 50m rugslag       |    |    |    |    |    | ●  |    |
| 100m rugslag      |    |    |    | ●  |    |    |    |
| 200m rugslag      |    | ●  |    |    |    |    |    |
| 200m wisselslag   |    |    |    | ●  |    |    |    |
| 400m wisselslag   | ●  |    |    |    |    |    |    |
| 4×100m vrije slag | ●  |    |    |    |    |    |    |
| 4×200m vrije slag |    |    |    | ●  |    |    |    |
| 4×100m wisselslag |    |    |    |    |    |    | ●  |
| Finales           | 2  | 2  | 2  | 4  | 2  | 3  | 5  |

Gemengd
| Mei               | 16 | 17 | 18 | 19 | 20 | 21 | 22 |
| ----------------- | -- | -- | -- | -- | -- | -- | -- |
| 4×100m vrije slag |    |    |    |    | ●  |    |    |
| 4×100m wisselslag |    | ●  |    |    |    |    |    |
| Finales           |    | 1  |    |    | 1  |    |    |

## Medailles
Legenda
- WR = Wereldrecord
- ER = Europees record
- CR = Kampioenschapsrecord

### Mannen
| Onderdeel            | Goud | Goud        | Zilver                                                                                          | Zilver   | Brons                                                                                                  | Brons    |
| -------------------- | --- | ----------- | ----------------------------------------------------------------------------------------------- | -------- | --- | -------- |
| Vrije slag           | |             |                                                                                                 |          | |          |
| 50 m                 | Florent Manaudou Frankrijk                                                                               | 21,73       | Andrij Hovorov Oekraïne                                                                         | 21,79    | Benjamin Proud Verenigd Koninkrijk                                                                     | 21,85    |
| 100 m                | Luca Dotto Italië                                                                                        | 48,25       | Sebastiaan Verschuren Nederland                                                                 | 48,32    | Clément Mignon Frankrijk                                                                               | 48,36    |
| 200 m                | Sebastiaan Verschuren Nederland                                                                          | 1.46,02     | Velimir Stjepanović Servië                                                                      | 1.46,26  | James Guy Verenigd Koninkrijk                                                                          | 1.46,42  |
| 400 m                | Gabriele Detti Italië                                                                                    | 3.44,01 CR  | Henrik Christiansen Noorwegen                                                                   | 3.46,49  | Péter Bernek Hongarije                                                                                 | 3.46,81  |
| 800 m                | Gregorio Paltrinieri Italië                                                                              | 7.42,33 CR  | Gabriele Detti Italië                                                                           | 7.43,52  | Mychailo Romantsjoek Oekraïne                                                                          | 7.47,99  |
| 1500 m               | Gregorio Paltrinieri Italië                                                                              | 14.34,04 ER | Gabriele Detti Italië                                                                           | 14.48,75 | Mychailo Romantsjoek Oekraïne                                                                          | 14.50,33 |
| Rugslag              | |             |                                                                                                 |          | |          |
| 50 m                 | Camille Lacourt Frankrijk                                                                                | 24,77       | Richard Bohus Hongarije                                                                         | 24,82    | Grigori Tarasevitsj Rusland                                                                            | 24,86    |
| 100 m                | Camille Lacourt Frankrijk                                                                                | 53,79       | Grigori Tarasevitsj Rusland                                                                     | 53,89    | Simone Sabbioni Italië                                                                                 | 54,19    |
| 100 m                | Camille Lacourt Frankrijk                                                                                | 53,79       | Grigori Tarasevitsj Rusland                                                                     | 53,89    | Apostolos Christou Griekenland                                                                         | 54,19    |
| 200 m                | Radosław Kawęcki Polen                                                                                   | 1.55,98     | Yakov Yan Toumarkin Israël                                                                      | 1.56,97  | Danas Rapšys Litouwen                                                                                  | 1.57,22  |
| Schoolslag           | |             |                                                                                                 |          | |          |
| 50 m                 | Adam Peaty Verenigd Koninkrijk                                                                           | 26,66       | Peter John Stevens Slovenië                                                                     | 27,09    | Ross Murdoch Verenigd Koninkrijk                                                                       | 27,31    |
| 100 m                | Adam Peaty Verenigd Koninkrijk                                                                           | 58,36 CR    | Ross Murdoch Verenigd Koninkrijk                                                                | 59,73    | Giedrius Titenis Litouwen                                                                              | 1.00,10  |
| 200 m                | Ross Murdoch Verenigd Koninkrijk                                                                         | 2.08,33     | Marco Koch Duitsland                                                                            | 2.08,40  | Luca Pizzini Italië                                                                                    | 2.10,39  |
| Vlinderslag          | |             |                                                                                                 |          | |          |
| 50 m                 | Andrij Hovorov Oekraïne                                                                                  | 22,92       | László Cseh Hongarije                                                                           | 23,31    | Benjamin Proud Verenigd Koninkrijk                                                                     | 23,34    |
| 100 m                | László Cseh Hongarije                                                                                    | 50,86 CR    | Konrad Czerniak Polen                                                                           | 51,22    | Mehdy Metella Frankrijk                                                                                | 51,70    |
| 200 m                | László Cseh Hongarije                                                                                    | 1.52,91 CR  | Viktor Bromer Denemarken                                                                        | 1.55,35  | Tamas Kenderesi Hongarije                                                                              | 1.55,39  |
| Wisselslag           | |             |                                                                                                 |          | |          |
| 200 m                | Andreas Vazaios Griekenland                                                                              | 1.58,18     | Gal Nevo Israël                                                                                 | 1.59,69  | Alexis Santos Portugal                                                                                 | 1.59,76  |
| 400 m                | Dávid Verrasztó Hongarije                                                                                | 4.13,15     | Richárd Nagy Slowakije                                                                          | 4.14,16  | Federico Turrini Italië                                                                                | 4.14,74  |
| Vrije slag estafette | |             |                                                                                                 |          | |          |
| 4×100 m              | Frankrijk William Meynard Florent Manaudou Fabien Gilot Clément Mignon Lorys Bourelly                    | 3.13,48     | Italië Luca Dotto Luca Leonardi Jonathan Boffa Filippo Magnini Giuseppe Guttuso                 | 3.14,29  | België Glenn Surgeloose Jasper Aerents Dieter Dekoninck Pieter Timmers Louis Croenen                   | 3.14,30  |
| 4×200 m              | Nederland Dion Dreesens Maarten Brzoskowski Kyle Stolk Sebastiaan Verschuren Ben Schwietert Joost Reijns | 7.07,82     | België Louis Croenen Glenn Surgeloose Dieter Dekoninck Pieter Timmers Lorenz Weiremans          | 7.08,28  | Italië Andrea Mitchell D'Arrigo Filippo Magnini Luca Dotto Gabriele Detti Filippo Megli Jonathan Boffa | 7.08,30  |
| Wisselslagestafette  | |             |                                                                                                 |          | |          |
| 4×100 m              | Verenigd Koninkrijk Chris Walker-Hebborn Adam Peaty James Guy Duncan Scott Ross Murdoch Robbie Renwick   | 3.32,15     | Frankrijk Benjamin Stasiulis Giacomo Perez Dortona Mehdy Metella Florent Manaudou Yannick Agnel | 3.33,89  | Hongarije Gabor Balog Gabor Financsek László Cseh Richard Bohus                                        | 3.34,12  |

### Vrouwen
| Onderdeel            | Goud | Goud        | Zilver                                                                                     | Zilver   | Brons                                                                                      | Brons    |
| -------------------- | --- | ----------- | ------------------------------------------------------------------------------------------ | -------- | ------------------------------------------------------------------------------------------ | -------- |
| Vrije slag           | |             |                                                                                            |          |                                                                                            |          |
| 50 m                 | Ranomi Kromowidjojo Nederland | 24,07 CR    | Francesca Halsall Verenigd Koninkrijk                                                      | 24,44    | Jeanette Ottesen Denemarken                                                                | 24,61    |
| 100 m                | Sarah Sjöström Zweden | 52,82       | Ranomi Kromowidjojo Nederland                                                              | 53,24    | Femke Heemskerk Nederland                                                                  | 53,72    |
| 200 m                | Federica Pellegrini Italië | 1.55,93     | Femke Heemskerk Nederland                                                                  | 1.55,97  | Charlotte Bonnet Frankrijk                                                                 | 1.56,51  |
| 400 m                | Boglárka Kapás Hongarije | 4.03,47     | Jazmin Carlin Verenigd Koninkrijk                                                          | 4.04,85  | Mireia Belmonte Spanje                                                                     | 4.06,89  |
| 800 m                | Boglárka Kapás Hongarije | 8.21,40     | Jazmin Carlin Verenigd Koninkrijk                                                          | 8.23,52  | Tjasa Oder Slovenië                                                                        | 8.25,68  |
| 1500 m               | Boglárka Kapás Hongarije | 15.50,22 CR | Mireia Belmonte Spanje                                                                     | 16.00,20 | Maria Vilas Spanje                                                                         | 16.01,25 |
| Rugslag              | |             |                                                                                            |          |                                                                                            |          |
| 50 m                 | Francesca Halsall Verenigd Koninkrijk | 27,57 CR    | Mie Nielsen Denemarken                                                                     | 27,77    | Georgia Davies Verenigd Koninkrijk                                                         | 27,87    |
| 100 m                | Mie Nielsen Denemarken | 58,73 CR    | Katinka Hosszú Hongarije                                                                   | 58,94    | Kathleen Dawson Verenigd Koninkrijk                                                        | 59,68    |
| 200 m                | Katinka Hosszú Hongarije | 2.07,01     | Daryna Zevina Oekraïne                                                                     | 2.07,48  | Matea Samardžić Kroatië                                                                    | 2.09,24  |
| Schoolslag           | |             |                                                                                            |          |                                                                                            |          |
| 50 m                 | Jennie Johansson Zweden | 30,81       | Hrafnhildur Lúthersdóttir IJsland                                                          | 30,91    | Jenna Laukkanen Finland                                                                    | 30,95    |
| 100 m                | Rūta Meilutytė Litouwen | 1.06,17     | Hrafnhildur Lúthersdóttir IJsland                                                          | 1.06,45  | Chloe Tutton Verenigd Koninkrijk                                                           | 1.07,50  |
| 200 m                | Rikke Møller Pedersen Denemarken | 2.21,69     | Jessica Vall Spanje                                                                        | 2.22,56  | Hrafnhildur Lúthersdóttir IJsland                                                          | 2.22,96  |
| Vlinderslag          | |             |                                                                                            |          |                                                                                            |          |
| 50 m                 | Sarah Sjöström Zweden | 24,99       | Jeanette Ottesen Denemarken                                                                | 25,44    | Francesca Halsall Verenigd Koninkrijk                                                      | 25,48    |
| 100 m                | Sarah Sjöström Zweden | 55,89 CR    | Jeanette Ottesen Denemarken                                                                | 56,83    | Ilaria Bianchi Italië                                                                      | 57,52    |
| 200 m                | Franziska Hentke Duitsland | 2.07,23     | Liliana Szilágyi Hongarije                                                                 | 2.07,24  | Judit Ignacio Spanje                                                                       | 2.07,52  |
| Wisselslag           | |             |                                                                                            |          |                                                                                            |          |
| 200 m                | Katinka Hosszú Hongarije | 2.07,30 CR  | Siobhan-Marie O'Connor Verenigd Koninkrijk                                                 | 2.09,03  | Hannah Miley Verenigd Koninkrijk                                                           | 2.11,84  |
| 400 m                | Katinka Hosszú Hongarije | 4.30,90 CR  | Hannah Miley Verenigd Koninkrijk                                                           | 4.35,27  | Zsuzsanna Jakabos Hongarije                                                                | 4.38,39  |
| Vrije slag estafette | |             |                                                                                            |          |                                                                                            |          |
| 4×100 m              | Nederland Maud van der Meer Femke Heemskerk Marrit Steenbergen Ranomi Kromowidjojo Esmee Vermeulen                                                   | 3.33,80     | Italië Silvia Di Pietro Erika Ferraioli Aglaia Pezzato Federica Pellegrini Laura Letrari   | 3.37,68  | Zweden Sarah Sjöström Ida Marko-Varga Ida Lindborg Louise Hansson Nathalie Lindborg        | 3.37,84  |
| 4×200 m              | Hongarije Zsuzsanna Jakabos Evelyn Verrasztó Boglárka Kapás Katinka Hosszú Ajna Kesely                                                               | 7.51,63     | Spanje Melanie Costa Patricia Castro Fatima Gallardo Mireia Belmonte Africa Zamorano       | 7.53,38  | Nederland Andrea Kneppers Esmee Vermeulen Robin Neumann Femke Heemskerk Marrit Steenbergen | 7.53,63  |
| Wisselslagestafette  | |             |                                                                                            |          |                                                                                            |          |
| 4×100 m              | Verenigd Koninkrijk Kathleen Dawson Chloe Tutton Siobhan-Marie O'Connor Francesca Halsall Georgia Davies Molly Renshaw Laura Stephens Harriet Cooper | 3.58,57     | Italië Carlotta Zofkova Martina Carraro Ilaria Bianchi Erika Ferraioli Arianna Castiglioni | 4.00,73  | Finland Mimosa Jallow Jenna Laukkanen Emilia Pikkäräinen Hanna-Maria Seppälä               | 4.01,49  |

### Gemengd
| Onderdeel            | Goud | Goud       | Zilver | Zilver  | Brons | Brons   |
| -------------------- | --- | ---------- | --- | ------- | --- | ------- |
| Vrije slag estafette | |            | |         | |         |
| 4×100 m              | Nederland Sebastiaan Verschuren Ben Schwietert Maud van der Meer Femke Heemskerk Kyle Stolk Marrit Steenbergen                              | 3.23,64 CR | Italië Filippo Magnini Luca Dotto Erika Ferraioli Federica Pellegrini Luca Leonardi Jonathan Boffa Aglaia Pezzato          | 3.24,55 | Frankrijk Clément Mignon Jérémy Stravius Charlotte Bonnet Anna Santamans Lorys Bourelly Frédérick Bousquet Camille Gheorghiu Margaux Fabre | 3.25,49 |
| Wisselslagestafette  | |            | |         | |         |
| 4×100 m              | Verenigd Koninkrijk Christopher Walker-Hebborn Adam Peaty Siobhan-Marie O'Connor Francesca Halsall Georgia Davies Craig Benson Duncan Scott | 3.44,56    | Italië Simone Sabbioni Martina Carraro Piero Codia Federica Pellegrini Christopher Ciccarese Fabio Scozzoli Ilaria Bianchi | 3.45,74 | Hongarije Gabor Balog Gabor Financsek Evelyn Verrasztó Zsuzsanna Jakabos David Foldhazi                                                    | 3.49,50 |

### Medaillespiegel
| Plaats | Land                | Goud | Zilver | Brons | Totaal |
| 1      | Hongarije           | 10   | 4      | 5     | 19     |
| 2      | Verenigd Koninkrijk | 7    | 6      | 9     | 22     |
| 3      | Italië              | 5    | 7      | 5     | 17     |
| 4      | Nederland           | 5    | 3      | 2     | 10     |
| 5      | Frankrijk           | 4    | 1      | 4     | 9      |
| 6      | Zweden              | 4    | 0      | 1     | 5      |
| 7      | Denemarken          | 2    | 4      | 1     | 7      |
| 8      | Oekraïne            | 1    | 2      | 2     | 5      |
| 9      | Polen               | 1    | 1      | 0     | 2      |
| 9      | Duitsland           | 1    | 1      | 0     | 2      |
| 11     | Litouwen            | 1    | 0      | 2     | 3      |
| 12     | Griekenland         | 1    | 0      | 1     | 2      |
| 13     | Spanje              | 0    | 3      | 3     | 5      |
| 14     | IJsland             | 0    | 2      | 1     | 3      |
| 15     | Israël              | 0    | 2      | 0     | 2      |
| 16     | Rusland             | 0    | 1      | 1     | 2      |
| 16     | Slovenië            | 0    | 1      | 1     | 2      |
| 16     | België              | 0    | 1      | 1     | 2      |
| 19     | Noorwegen           | 0    | 1      | 0     | 1      |
| 19     | Servië              | 0    | 1      | 0     | 1      |
| 19     | Slowakije           | 0    | 1      | 0     | 1      |
| 22     | Finland             | 0    | 0      | 2     | 2      |
| 23     | Kroatië             | 0    | 0      | 1     | 1      |
| 23     | Portugal            | 0    | 0      | 1     | 1      |
| Totaal | Totaal              | 42   | 42     | 43    | 127    |

## Verbeterde kampioenschaprecords
Mannen
| 400 m vrij    | Gabriele Detti       | 3.44,01 (finale)                        | 16 mei        |
| 800 m vrij    | Gregorio Paltrinieri | 7.42,33 (finale)                        | 20 mei        |
| 1500 m vrij   | Gregorio Paltrinieri | 14.34,04 (finale)                       | 18 mei        |
| 100 m school  | Adam Peaty           | 58,36 (finale)                          | 17 mei        |
| 50 m vlinder  | Andrij Hovorov       | 22,73 (halve finale)                    | 16 mei        |
| 100 m vlinder | Laszlo Cseh          | 50,86 (finale)                          | 21 mei        |
| 200 m vlinder | Laszlo Cseh          | 1.54,29 (halve finale) 1.52,91 (finale) | 18 mei 19 mei |

Gemengd
| 4× 100 m vrij | Nederland Ben Schwietert Sebastiaan Verschuren Ranomi Kromowidjojo Maud van der Meer | 3.23,64 (finale) | 20 mei |

Vrouwen
| 50 m vrij     | Ranomi Kromowidjojo | 24,07 (finale)                                    | 22 mei          |
| 1500 m vrij   | Boglárka Kapás      | 15.50,22 (finale)                                 | 21 mei          |
| 50 m rug      | Francesca Halsall   | 27,57 (finale)                                    | 21 mei          |
| 100 m rug     | Mie Nielsen         | 59,26 (serie) 59,16 (halve finale) 58,73 (finale) | 18 mei " 19 mei |
| 100 m vlinder | Sarah Sjöström      | 56,12 (halve finale) 55,89 (finale)               | 19 mei 20 mei   |
| 200 m wissel  | Katinka Hosszu      | 2.07,30 (finale)                                  | 19 mei          |
| 400 m wissel  | Katinka Hosszu      | 4.30,99 (serie) 4.30,90 (finale)                  | 16 mei "        |

## Belgische deelnemers
| Naam                                                                                    | Afstand         | Finale       | Halve finale    | Series           |
| Mannen                                                                                  | Mannen          | Mannen       | Mannen          | Mannen           |
| --------------------------------------------------------------------------------------- | --------------- | ------------ | --------------- | ---------------- |
| Jasper Aerents                                                                          | 50 m vrij       |              |                 | 22,88 (8; 9e)    |
| Jasper Aerents                                                                          | 100 m vrij      |              |                 | 50,04 (9; 10e)   |
| Jonas Coreelman                                                                         | 100 m school    |              |                 | 1.02,33 (7; 10e) |
| Jonas Coreelman                                                                         | 200 m school    |              |                 | 2.14,81 (4; 8e)  |
| Louis Croenen                                                                           | 200 m vrij      |              |                 | 1.48,29 (6; 6e)  |
| Louis Croenen                                                                           | 100 m vlinder   |              |                 | - (6; dns)       |
| Louis Croenen                                                                           | 200 m vlinder   | 1.56,65 (6e) | 1.57,56 (2; 5e) | 1.59,03 (3; 5e)  |
| Dieter Dekoninck                                                                        | 100 m vrij      |              |                 | 49,29 (8; 5e)    |
| Dieter Dekoninck                                                                        | 200 m vrij      |              |                 | 1.48,98 (6; 7e)  |
| Lander Hendrickx                                                                        | 400 m vrij      |              |                 | 3.54,08 (3; 9e)  |
| Lander Hendrickx                                                                        | 1500 m vrij     |              |                 | 15.25,90 (2; 6e) |
| Lander Hendrickx                                                                        | 200 m vrij      |              |                 | 2.03,47 (4; 10e) |
| Glenn Surgeloose                                                                        | 50 m vrij       |              |                 | - (7; dns)       |
| Glenn Surgeloose                                                                        | 100 m vrij      | 48,75 (7e)   | 48,83 (1; 2e)   | 48,64 (8; 3e)    |
| Glenn Surgeloose                                                                        | 200 m vrij      | 1.47,05 (5e) | 1.46,91 (2; 4e) | 1.46,93 (8; 1e)  |
| Pieter Timmers                                                                          | 50 m vrij       |              |                 | - (6; dns)       |
| Pieter Timmers                                                                          | 100 m vrij      | 48,64 (5e)   | 48,76 (2; 4e)   | 48,84 (9; 3e)    |
| Pieter Timmers                                                                          | 200 m vrij      |              | 1.47,73 (2; 5e) | 1.48,09 (7; 2e)  |
| Nils Van Audekerke                                                                      | 100 m rug       |              |                 | 57,33 (2; 5e)    |
| Nils Van Audekerke                                                                      | 200 m rug       |              |                 | 2.02,07 (5; 6e)  |
| Lorenz Weiremans                                                                        | 400 m vrij      |              |                 | 3.54,69 (2; 4e)  |
| Jasper Aerents Louis Croenen (s) Dieter Dekoninck Glenn Surgeloose Pieter Timmers (f)   | 4× 100 m vrij   | 3.14,30 (3e) |                 | 3.16,53 (1; 1e)  |
| Louis Croenen Dieter Dekoninck Glenn Surgeloose Pieter Timmers (f) Lorenz Weiremans (s) | 4× 200 m vrij   | 7.08,28 (2e) |                 | 7.14,07 (1; 3e)  |
| Louis Croenen Jonas Coreelman Pieter Timmers Nils Van Audekerke                         | 4× 100 m wissel |              |                 | 3.40,46 (1; 4e)  |
| Vrouwen                                                                                 |                 |              |                 |                  |
| Camille Bouden                                                                          | 200 m vrij      |              |                 | 206,17 (3; 9e)   |
| Kimberly Buys                                                                           | 100 m vrij      |              |                 | 56,16 (6; 6e)    |
| Kimberly Buys                                                                           | 50 m vlinder    |              | 26,36 (2; 6e)   | 26,41 (3; 3e)    |
| Kimberly Buys                                                                           | 100 m vlinder   | 58,48 (5e)   | 58,71 (1; 3e)   | 58,47 (5; 2e)    |
| Juliette Casini                                                                         | 50 m vrij       |              |                 | 26,49 (3; 5e)    |
| Juliette Casini                                                                         | 100 m vrij      |              |                 | 56,36 (5; 5e)    |
| Juliette Casini                                                                         | 200 m vrij      |              |                 | 2.01,82 (4; 5e)  |
| Juliette Dumont                                                                         | 100 m vrij      |              |                 | 56,71 (4; 7e)    |
| Valentine Dumont                                                                        | 200 m vrij      |              |                 | 2.03.27 (4; 6e)  |
| Valentine Dumont                                                                        | 400 m vrij      |              |                 | 4.17,11 (2; 2e)  |
| Lotte Goris                                                                             | 100 m vrij      |              |                 | 55,97 (4; 2e)    |
| Lotte Goris                                                                             | 200 m vrij      |              | 2.00,28 (1; 8e) | 2.00,32 (4; 1e)  |
| Fanny Lecluyse                                                                          | 50 m school     |              | 31,50 (2; 6e)   | 31,67 (4; 3e)    |
| Fanny Lecluyse                                                                          | 100 m school    |              | 1.0,38 (2; 7e)  | 1.08,67 (5; 4e)  |
| Fanny Lecluyse                                                                          | 200 m school    |              | 2.25,92 (2; 5e) | 2.30,16 (5; 6e)  |
| Jade Smits                                                                              | 100 m rug       |              |                 | 1.03,62 (2; 3e)  |
| Kimberly Buys Juliette Casini Juliette Dumont Lotte Goris                               | 4× 100 m vrij   |              |                 | 3.44,22 (1; 4e)  |
| Kimberly Buys (f) Camille Bouden (s) Juliette Casini Valentine Dumont Lotte Goris       | 4× 200 m vrij   | 8.02,67 (7e) |                 | 8.07,50 (1; 5e)  |
| Kimberly Buys Lotte Goris Fanny Lecluyse Jade Smits                                     | 4× 100 m wissel | 4.05,23 (7e) |                 | 4.06,17 (2; 3e)  |

## Nederlandse deelnemers
| Naam | Afstand       | Finale       | Halve finale    | Series           |
| Mannen | Mannen        | Mannen       | Mannen          | Mannen           |
| --- | ------------- | ------------ | --------------- | ---------------- |
| Maarten Brzoskowski | 100 m vrij    |              |                 | 50,09 (6; 4e)    |
| Maarten Brzoskowski | 200 m vrij    | 1.47,85 (7e) | 1.47,62 (1; 4e) | 1.47,03 (6; 2e)  |
| Maarten Brzoskowski | 400 m vrij    | 3.44,01 (5e) |                 | 3.47,63 (5; 3e)  |
| Dion Dreesens | 200 m vrij    |              |                 | 1.48,05 (8; 4e)  |
| Ben Schwietert | 50 m vrij     |              |                 | - (5; dns)       |
| Ben Schwietert | 100 m vrij    |              |                 | 49,86 (7; 6e)    |
| Kyle Stolk | 100 m vrij    |              |                 | 49,89 (7; 7e)    |
| Kyle Stolk | 200 m vrij    |              |                 | 1.48,83 (7; 4e)  |
| Joeri Verlinden | 50 m vlinder  | 23,82 (7e)   | 23,67 (2; 4e)   | 24,03 (7; 4e)    |
| Joeri Verlinden | 100 m vlinder |              |                 | - (7; dsq)       |
| Sebastiaan Verschuren | 100 m vrij    | 48,32 (2e)   | 48,65 (2; 3e)   | 48,61 (8; 2e)    |
| Sebastiaan Verschuren | 200 m vrij    | 1.46,02 (1e) | 1.45,87 (1; 1e) | 1.47,69 (7; 1e)  |
| Maarten Brzoskowski (f) Dion Dreesens Joost Reijns (s) Ben Schwietert (s) Kyle Stolk Sebastiaan Verschuren (f)           | 4× 200 m vrij | 7.07,82 (1e) |                 | 7.14,07 (1; 3e)  |
| Vrouwen |               |              |                 |                  |
| Kim Busch | 50 m vrij     |              | 25,18 (2; 5e)   | 25,33 (7; 3e)    |
| Kim Busch | 50 m vlinder  |              |                 | 26,66 (5; 6e)    |
| Kim Busch | 100 m vlinder |              |                 | 1.00,64 (2; 3e)  |
| Femke Heemskerk | 100 m vrij    | 53,72 (3e)   | 54,15 (1; 1e)   | 53,81 (9; 1e)    |
| Femke Heemskerk | 200 m vrij    | 1.55,97 (2e) | 1.56,68 (2; 1e) | 1.57,91 (6; 1e)  |
| Andrea Kneppers | 400 m vrij    |              |                 | 4.16,94 (3; 4e)  |
| Ranomi Kromowidjojo | 50 m vrij     | 24,07 (1e)   | 24,37 (2; 2e)   | 24,80 (7; 1e)    |
| Ranomi Kromowidjojo | 100 m vrij    | 53,24 (2e)   | 54,44 (2; 1e)   | 53,77 (7; 1e)    |
| Ranomi Kromowidjojo | 50 m vlinder  | 25,82 (4e)   | 25,63 (2; 2e)   | 25,80 (5; 2e)    |
| Maud van der Meer | 100 m vrij    |              |                 | 54,70 (8; 3e)    |
| Robin Neumann | 200 m vrij    |              |                 | 1.59,96 (7; 3e)  |
| Sharon van Rouwendaal | 400 m vrij    | 4.09,50 (6e) |                 | 4.12,08 (5; 4e)  |
| Sharon van Rouwendaal | 800 m vrij    | 8.35,76 (8e) |                 | 8.36,49 (3; 4e)  |
| Sharon van Rouwendaal | 1500 m vrij   |              |                 | - (1; dns)       |
| Marrit Steenbergen | 50 m vrij     |              |                 | 25,90 (7; 8e)    |
| Marrit Steenbergen | 100 m vrij    |              |                 | 55,37 (9; 5e)    |
| Marrit Steenbergen | 200 m vrij    |              |                 | 2.01,32 (6; 8e)  |
| Marrit Steenbergen | 200 m wissel  |              | 2.16,42 (1; 8e) | 2.16,35 (3; 5e)  |
| Kira Toussaint | 50 m rug      |              |                 | - (3; dns)       |
| Kira Toussaint | 100 m rug     |              |                 | - (6; dns)       |
| Esmee Vermeulen | 200 m vrij    |              | 1.59,66 (1;6e)  | 1.59,51 (5; 3e)  |
| Esmee Vermeulen | 400 m vrij    |              |                 | 4.19,80 (4; 10e) |
| Tamara van Vliet | 50 m vrij     |              |                 | 25,49 (6; 6e)    |
| Maaike de Waard | 50 m rug      | 28,14 (5e)   | 28,11 (1; 2e)   | 28,17 (4; 1e)    |
| Maaike de Waard | 100 m rug     |              |                 | 1.02,13 (4; 8e)  |
| Maaike de Waard | 50 m vlinder  | 26,18 (7e)   | 26,05 (1; 3e)   | 26,32 (4; 2e)    |
| Wendy van der Zanden | 200 m wissel  | 2.13.31 (7e) | 2.14,18 (1; 4e) | 2.14,46 (4; 4e)  |
| Wendy van der Zanden | 400 m wissel  |              |                 | 4.44,73 (1; 1e)  |
| Femke Heemskerk Ranomi Kromowidjojo (f) Maud van der Meer Marrit Steenbergen Esmee Vermeulen (s)                         | 4× 100 m vrij | 3.33,80 (1e) |                 | 3.38,58 (1; 1e)  |
| Femke Heemskerk (f) Andrea Kneppers Robin Neumann Marrit Steenbergen (s) Esmee Vermeulen                                 | 4× 200 m vrij | 7.53,63 (3e) |                 | 7.58,49 (1; 3e)  |
| Gemengd |               |              |                 |                  |
| Ben Schwietert Kyle Stolk (s) Sebastiaan Verschuren (f) Ranomi Kromowidjojo (f) Maud van der Meer Marrit Steenbergen (s) | 4× 100 m vrij | 3.26,89 (1e) |                 | 3.38,58 (1; 1e)  |